# یواس‌اس وایت‌هال (۱۸۵۰)
یواس‌اس وایت‌هال (۱۸۵۰) (به انگلیسی: USS Whitehall (1850)) یک کشتی بود که طول آن ۱۲۶ فوت (۳۸ متر) بود. این کشتی در سال ۱۸۵۰ ساخته شد.